# Механічне піаніно
«Механічне піаніно» або «Утопія 14» (англ. Player Piano) — фантастичний антиутопічний роман американського письменника Курта Воннегута, написаний у 1952 році. Один із найпопулярніших романів автора, що приніс йому світове визнання. Дія роману відбувається у недалекому майбутньому, де людська праця автоматизована, внаслідок чого виникає соціальне протиріччя між верхами суспільства, виражених у суспільстві інженерів, та звичайних робітників, котрим не знайшлося місця у новому світі.

## Назва
Механічне піаніно — це інструмент, який може виконувати музику сам. Клавіші піаніно рухаються у відповідності з малюнками на барабані, що обертається. Інструмент, який грає сам — метафора суспільства, де основну роль мають не люди, а машини. 

## Сюжет
Під час Третьої світової війни американці розробили автоматичні пристрої, що дозволили заводам працювати лише з кількома людьми обслуги. Через 10 років після війни більшість робітників замінено машинами. Це зумовило поділ суспільства на менеджерів, інженерів, і обслугу машин.
Перша сюжетна лінія описує життя доктора Пола Протеуса, розумного 35-річного менеджера Ilium Works. Другий — про подорож шаха з Братпухра, духовного лідера далекої, слаборозвиненої країни.
Пол спершу постає простим виконавцем наказів. Його давній друг Ед Фінерті, якого Пол дуже поважає, повідомляє, що покинув свою важливу інженерну роботу у Вашингтоні, округ Колумбія. Пол і Фіннерті відвідують район міста «Садиба», де робітники, що лишилися без роботи через машини, ведуть безглузде життя і стандартизованих будинках. Там вони зустрічають Лашера, служителя єпископату і антрополога, що допомагає двом інженерам усвідомити несправедливість системи, з якої вони отримали прибуток. Згодом Фіннерті дізнається, що Лешер — це очільник повстанців, відомих як «Товариство сорочки привида».
Пол купує занедбану ферму з наміром почати там нове життя зі своєю дружиною Анітою. Однак вона відчуває огиду до перспективи позбутися привілеїв. Вона використовує Пола лишитися в місті та змагатися за вищу посаду з доктором Шефердом і доктором Гартом у Піттсбурзі.
Начальство доручає Полу проникнути в «Товариство сорочки привида» на тлі того, як ширяться чутки про його нелояльність до системи. Коли Пол прибуває в «Садибу», його викрадають повстанці та обманним шляхом записують у свої лави. Вони планують скористатися Полом, оскільки він має високий статус. Однак на першому засіданні комітету, де бере участь Пол, стається поліцейський рейд і його схоплюють.
Пол постає перед публічним судом, але його звільняють, коли населення починає бунтувати, руйнуючи автоматизовані заводи. Натовп нищить усі машини на шляху і досягає короткочасного успіху. Та потім військові оточують місто. Пол, Фінерті, Лашер та інші члени комітету Товариства здаються, визнаючи, що принаймні спробували виступити проти системи.

## Історія створення
Курт Воннеґут почав роботу над романом після завершення служби в армії під час Другої світової війни, де він пережив бомбардування Дрездена. Повернувшись до США, Воннеґут працював у General Electric, де спостерігав за процесами автоматизації та їх впливом на суспільство. Цей досвід значно вплинув на зміст його першого роману.
Воннеґут задумав роман "Утопія 14" як критичний погляд на світ, де машини витісняють людей з праці, створюючи соціальну прірву між технократами та тими, хто залишився без роботи. Він досліджував вплив таких змін на людську гідність і взаємодію.
Роман спочатку не здобув значного комерційного успіху, проте критики помітили у ньому потенціал. Згодом роман став частиною канону американської літератури XX століття. Хоч це була перша спроба Воннеґута в літературі, його антиутопічний характер і соціальна критика викликали значний інтерес. З часом роман набув статусу класики наукової фантастики та залишив помітний слід у жанрі.

## Тематика роману
Роман досліджує кілька ключових тем: 
- Автоматизація та праця: вплив технологій на робочі місця та роль людей у виробництві.
- Соціальна нерівність: поділ суспільства на еліту та маргіналізовані групи.
- Гуманізм і технократія: боротьба між людськими цінностями та бездушними технологічними системами.